# Causa palatina
Die sogenannte Causa palatina (lateinisch für „Pfälzischer Streit“; IV. Artikel des Osnabrücker Friedensvertrages) beendete 1648 einen 300 Jahre anhaltenden verfassungsrechtlichen Konflikt um die Königswahl im Heiligen Römischen Reich.
Der Konflikt war ursprünglich eine Auseinandersetzung zwischen der pfälzischen und der bayerischen Linie der Wittelsbacher darum, welche Linie als Kurfürsten an der Wahl des römisch-deutschen Königs teilnehmen sollte. Nach der Kirchenspaltung weitete sich der Konflikt im 16. Jahrhundert aus, da die pfälzischen Wittelsbacher den calvinischen Protestantismus annahmen, während die bayerische Linie beim katholischen Glauben blieb. Während des Dreißigjährigen Krieges standen die beiden Linien an der Spitze der Katholischen Liga und der Protestantischen Union und kämpften nicht zuletzt um die Kurwürde. Eine Lösung der Pfalzfrage brachte der Westfälische Frieden durch die Schaffung einer achten Kurwürde.

## Geschichte
Im Hausvertrag von Pavia 1329 hatten die oberbayerischen und pfälzischen Linien der Wittelsbacher verabredet, die ihnen zustehende Kurwürde bei Königswahlen abwechselnd auszuüben. 1356 wurde diese Regelung jedoch durch die Goldene Bulle überlagert, in welcher der mit den bayerischen Wittelsbachern verfeindete Kaiser Karl IV. das Recht der Königswahl durch sieben Kurfürsten festschrieb und den rheinischen Pfalzgrafen, nicht jedoch den Herzog von Bayern unter die Kurfürsten rechnete.
Brisanz erhielt der Sachverhalt, als nach dem sächsischen und dem brandenburgischen Kurfürsten 1560 auch der Pfälzer zum Protestantismus übertrat. Zwar hatte die katholische Seite mit den drei geistlichen Kurfürsten und dem habsburgischen König von Böhmen noch immer eine Mehrheit von einer Stimme, doch wuchs die Gefahr einer protestantischen Mehrheit im Kurfürstenkollegium und der Wahl eines Protestanten zum Kaiser. Versuche, das Kurfürstentum Köln trotz des geistlichen Vorbehalts für den Protestantismus zu gewinnen, scheiterten zwar, doch 1619 wurde Friedrich V. von der Pfalz, das Oberhaupt der Protestantischen Union, von den aufständischen böhmischen Ständen zum böhmischen König gewählt, wodurch die katholische Mehrheit verloren ging.
Herzog Maximilian I. von Bayern, das Haupt der katholischen Liga, sah nun seine Chance gekommen, mit Unterstützung des Kaisers Ferdinand II., die langersehnte pfälzische Kur zu erlangen. Die beiden verwirklichten zum Wohle der katholischen Sache ihre gemeinsamen Ziele. Nach der katastrophalen Niederlage am Weißen Berg 1620 wurde Friedrich V. wegen der Annahme der böhmischen Krone geächtet. Sein gesamter Besitz, also auch seine Kurwürde, fielen heim an das Reich, worüber der Kaiser nun frei verfügen konnte.
Der Kaiser, der selbst wieder in die böhmische Kurwürde eintrat, baute die katholische Mehrheit im Kurkollegium dadurch aus, dass er die pfälzische Kurwürde im Februar 1623 auf Maximilian I. übertrug, somit einen protestantischen durch einen katholischen Fürsten ersetzte. Allerdings wurde Maximilian zunächst nur die pfälzische Kurwürde verliehen, nicht jedoch die pfälzischen Lande. Somit bestand die Gefahr, dass die Kurwürde nach Maximilians Tod wieder an die Pfälzer fallen würde, da die Kurwürde laut der Goldenen Bulle eindeutig an die Pfalzgrafschaft bei Rhein gebunden war.
Im Jahr 1628 mussten die Pfälzer den endgültigen Verlust der ersten weltlichen Kurwürde hinnehmen. Beschlossen wurde die erbliche Übertragung der pfälzischen Kurwürde sowie der rechtsrheinischen Pfalz und der Oberpfalz auf 30 Jahre an die bayerische Linie der Wittelsbacher. Die Restitution der Oberpfalz und der Kurwürde schien quasi ausgeschlossen, als im Prager Frieden von 1635 entschieden wurde, dass die Pfalz von einer Generalamnestie ausgeschlossen bleibe.
1640 begannen die Kurfürsten über den Frieden zu verhandeln. Auf Drängen Englands, Dänemarks und des Kurkollegs war der Kaiser schließlich bereit, Ausgleichsverhandlungen in der pfälzischen Frage zuzustimmen. Eine Lösung war aber in weiter Ferne, da keine der beiden Parteien von ihrer Ausgangsposition abzuweichen vermochte. Erst die Einbeziehung des Problems in die Westfälischen Friedensverhandlungen brachte eine Lösung.

## Positionen vor den Friedensverhandlungen
Für die Verhandlungen standen sich 1647 in der pfälzischen Frage die Parteien mit ihren unterschiedlichen Positionen gegenüber:
- Auf der einen Seite Bayern, Frankreich und der Kaiser, die den Verbleib der ehemals pfälzischen Kurwürde bei Bayern betrieben und eine neue, achte Kurwürde für die Pfalz forderten. Die Oberpfalz sollte Bayern behalten, die Rheinpfalz könne, wenn nötig, zurückerstattet werden.
- Auf der anderen Seite stand der Pfalzgraf, unterstützt durch Schweden und verschiedene protestantische Reichsstände. Sie forderten die möglichst vollständige Restitution des Pfalzgrafen in Lande und Kurwürde. Bayern sollte eine achte Kur und einen Teil der Oberpfalz erhalten.

Einig waren sich die beiden Parteien darin, dass eine neue Kur geschaffen werden würde. Die Frage war nur, wer diesen letzten Platz im Kurkolleg einnehmen sollte.

## Lösung der Pfalzfrage
Am 24. Oktober 1648 wurde in den Westfälischen Friedensverhandlungen eine generelle Amnestie erlassen. Die wichtigste Ausnahme von der Restitution war die Pfalz.
Der Mannesstamm der bayerischen Linie der Wittelsbacher erhielt endgültig die ehemals pfälzische Kurwürde mit allen Zugehörigkeiten sowie die gesamte Oberpfalz einschließlich der Grafschaft Cham. Für diese Zugeständnisse musste Maximilian für sich und seine Erben auf alle Ansprüche gegenüber dem Kaiser verzichten. So hatten sowohl Maximilian als auch der Kaiser einen Vorteil aus den Verhandlungen gezogen. Als einziger Makel für Maximilians Errungenschaften gilt, dass beim Aussterben der bayerischen Linie im Mannesstamm die Oberpfalz an die pfälzische Linie zurückfallen und die beiden Kurwürden wieder miteinander vereint werden sollten.
Für den Heidelberger Wittelsbacher, Karl I. Ludwig, wurde eine achte Kurwürde geschaffen und zugleich wurden ihm sämtliche mit der nun bayerischen Kurwürde verbundenen Ansprüche abgesprochen. Der Pfälzer verlor also seine erste weltliche Kurwürde und rutschte mit der Schaffung der achten Kurwürde an die letzte Stelle des Kurkollegs. Er erreichte also nicht seine Restitution in Amt und Land und kann, trotz der vollständigen Restitution der Unterpfalz auf den Stand von 1618, als Verlierer der Verhandlungen betrachtet werden.
Als am 30. Dezember 1777 der bayerische Kurfürst starb, trat Karl Theodor (seit 1742 als Karl IV. Pfalzgraf und Kurfürst von der Pfalz) seine Nachfolge an und vereinigte in seiner Person die beiden Kurwürden. Der neue Doppelstaat wurde gemeinhin Pfalz-Baiern oder Kurpfalz-Bayern genannt.

## Stellung der Kurfürsten nach dem Westfälischen Frieden
Herzog Ernst August von Braunschweig-Lüneburg beanspruchte für sein Haus die Einrichtung einer neunten Kur, die er ab 1692 auch ausüben durfte. Der Kurfürst Georg I. war 1714 gar zum britischen König gewählt worden, so dass im 18. Jahrhundert die Könige von England die deutsche Königswahl mitentscheiden konnten. Dadurch, dass 1777 die Kurwürde Bayerns durch Erbschaft an die pfälzischen Wittelsbacher fiel, betrug die Anzahl der Königswähler im Kurfürstenkolleg wieder acht. 1803 kam es im Reichsdeputationshauptschluss zu weiteren Veränderungen im Kurfürstenkolleg, welche jedoch durch die Auflösung des Heiligen Römischen Reichs 1806 gegenstandslos wurden.

### Darstellungen
- Dieter Albrecht, Bayern und die pfälzische Frage auf dem Westfälischen Friedenskongreß. In: Der Westfälische Friede. Diplomatie, politische Zäsur, kulturelles Umfeld, Rezeptionsgeschichte, Hrsg. von Heinz Duchhardt, München 1998, S. 461–468.
- Gerhard Immler, Kurfürst Maximilian I. von Bayern und der Westfälische Friedenskongreß. Die bayerische auswärtige Politik von 1644 bis zum Ulmer Waffenstillstand. Münster 1992.
- Klaus-Frédéric Johannes, Prolegomena zum Hausvertrag von Pavia (1329) und seiner Bedeutung für die Pfalz, in: Mobilitas. Festschrift zum 70. Geburtstag Werner Schreiners, Hrsg. Klaus-Frédéric Johannes, (= Schriftenreihe der Bezirksgruppe Neustadt im Historischen Verein der Pfalz, N. F. 1), Neustadt an der Weinstraße 2017, S. 71–92.
- Heinhard Steiger, Der Westfälische Frieden – Grundgesetz für Europa? In: Der Westfälische Friede. Diplomatie, politische Zäsur, kulturelles Umfeld, Rezeptionsgeschichte, Hrsg. von Heinz Duchhardt, München 1998, S. 33–81.
- Jürgen Steiner, Die pfälzische Kurwürde während des Dreißigjährigen Krieges (1618–1648), Speyer 1985.